# 王乃樑
王乃樑（1916年—1995年），男，福州闽侯人，中国地貌学家、地理教育家，曾任北京大学地理系系主任、教授、博士生导师。